# 85e Legerkorps (Wehrmacht)
Het Duitse 85e Legerkorps (Duits: Generalkommando LXXXV. Armeekorps) was een Duits legerkorps van de Wehrmacht tijdens de Tweede Wereldoorlog. Het korps werd eerst ingezet in Zuid-Frankrijk als bezettingsmacht/kustverdediging en kwam later in actie aan het Westfront.

## Krijgsgeschiedenis

### Oprichting
Het 85e Legerkorps werd opgericht in oktober 1943 in het zuiden van Frankrijk onder de naam Generalkommando Knieß ofwel Korps Knieß.

### 1944

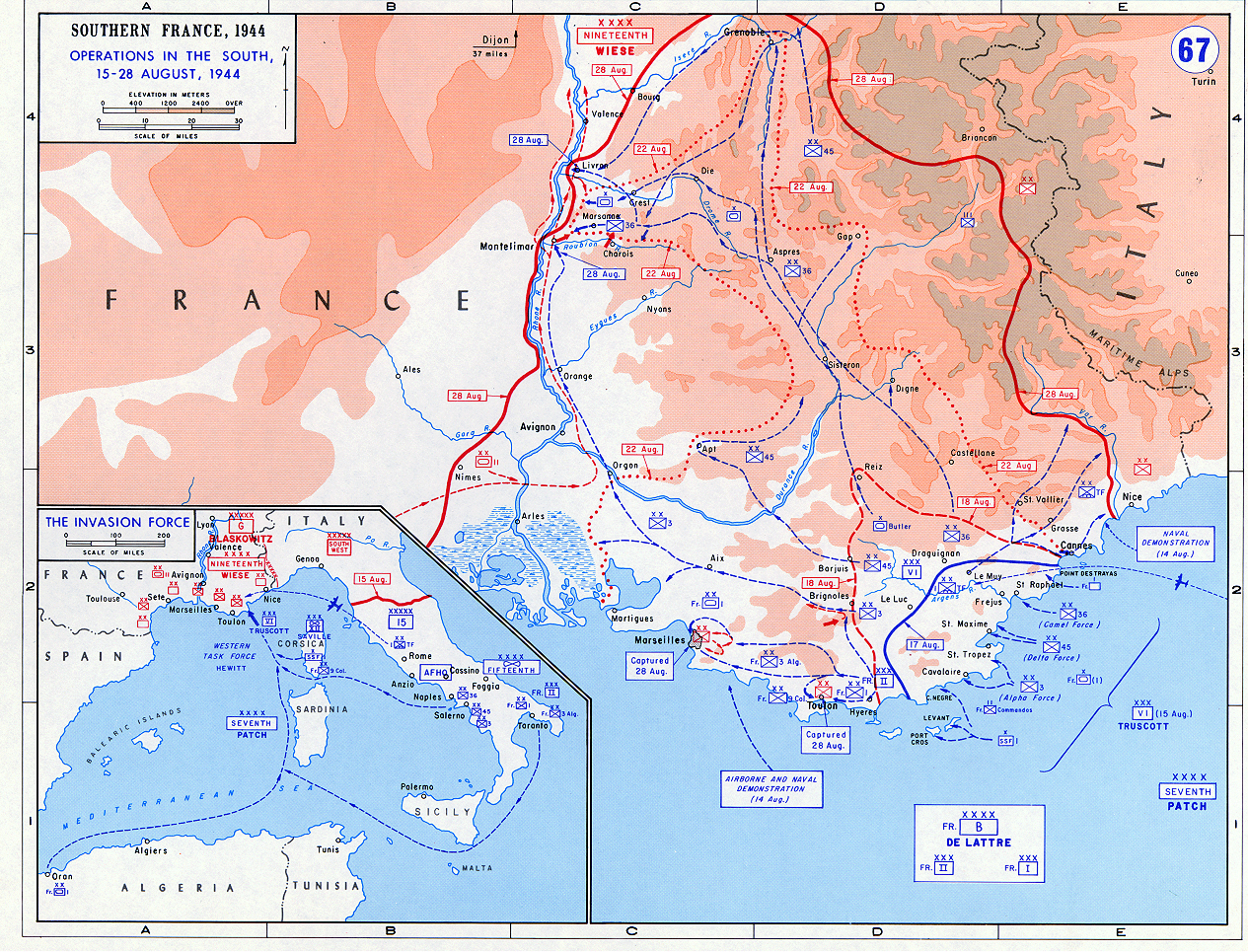
Operatie Dragoon

Op 10 juli 1944 werd het Korps Knieß omgedoopt in Generalkommando LXXXV. Armeekorps z.b.V. ofwel 85e Legerkorps voor speciale inzet. Dit korps werd dan uiteindelijk op 2 december 1944 omgedoopt in Generalkommando LXXXV. Armeekorps ofwel 85e Legerkorps. Het korps voerde kustverdedigingstaken uit langs de Franse Riviera-kust. Tussen 6 juni en 14 augustus 1944 moest het 19e Leger, en daarmee ook het korps, regelmatig troepen afgeven aan het front in Normandië. Het resultaat was dat het 19e Leger tamelijk verzwakt werd. Op 14 augustus 1944, aan de vooravond van Operatie Dragoon, de geallieerde landingen in Zuid-Frankrijk, bewaakte het korps het Duitse centrum. Dit liep van Toulon naar Marseille en was inclusief de Rhône-delta. Hiervoor beschikte het korps over de 338e en 244e Infanteriedivisies. Maar op 15 augustus had de 338e Infanteriedivisie al een van zijn regimenten naar het noorden verplaatst en zijn resterende eenheden werden al rond Arles verzameld, als voorbereiding om te volgen. De 244e Infanteriedivisie, nog steeds relatief intact, was aan het herpositioneren om het gebied van de 338e Infanteriedivisie over te nemen. De geallieerde aanval op 15 augustus was succesvol, en de Duitsers waren vrijwel meteen gedwongen terug te trekken. Op 19 augustus begon de algehele terugtocht van het 19e Leger. Het korps moest de 244e Infanteriedivisie achterlaten ter verdediging van Marseille. De terugtocht naar het noorden door het Rhône-dal verliep met het 4e Luftwaffenfeldkorps op de westelijke- en het 85e Legerkorps op de oostelijke-Rhône-oever. Gedurende de volgende twee weken trok het korps terug, vaak ternauwernood omsingeling ontwijkend. Op 5 september nam het korps de verdediging op zich van de Bourgondische Poort. De Duitsers begonnen weer langzaam een echt front te vormen. Tegen 17 september beschikte het korps over de 159e Reservedivisie rechts, Kampfgruppe Degener in het midden en de 11e Pantserdivisie in het zuiden. Die laatste stond op het punt te vertrekken. Gedurende twee maanden kon het korps zich nu goed handhaven. Op 5 november beschikte het korps over de 159e, 189e en 338e Infanteriedivisies, nog steeds de Bourgondische Poort verdedigend. Op 14 november gaf het korps zijn sector over aan Korps Dehner en werd verplaatst naar Heeresgruppe B. 

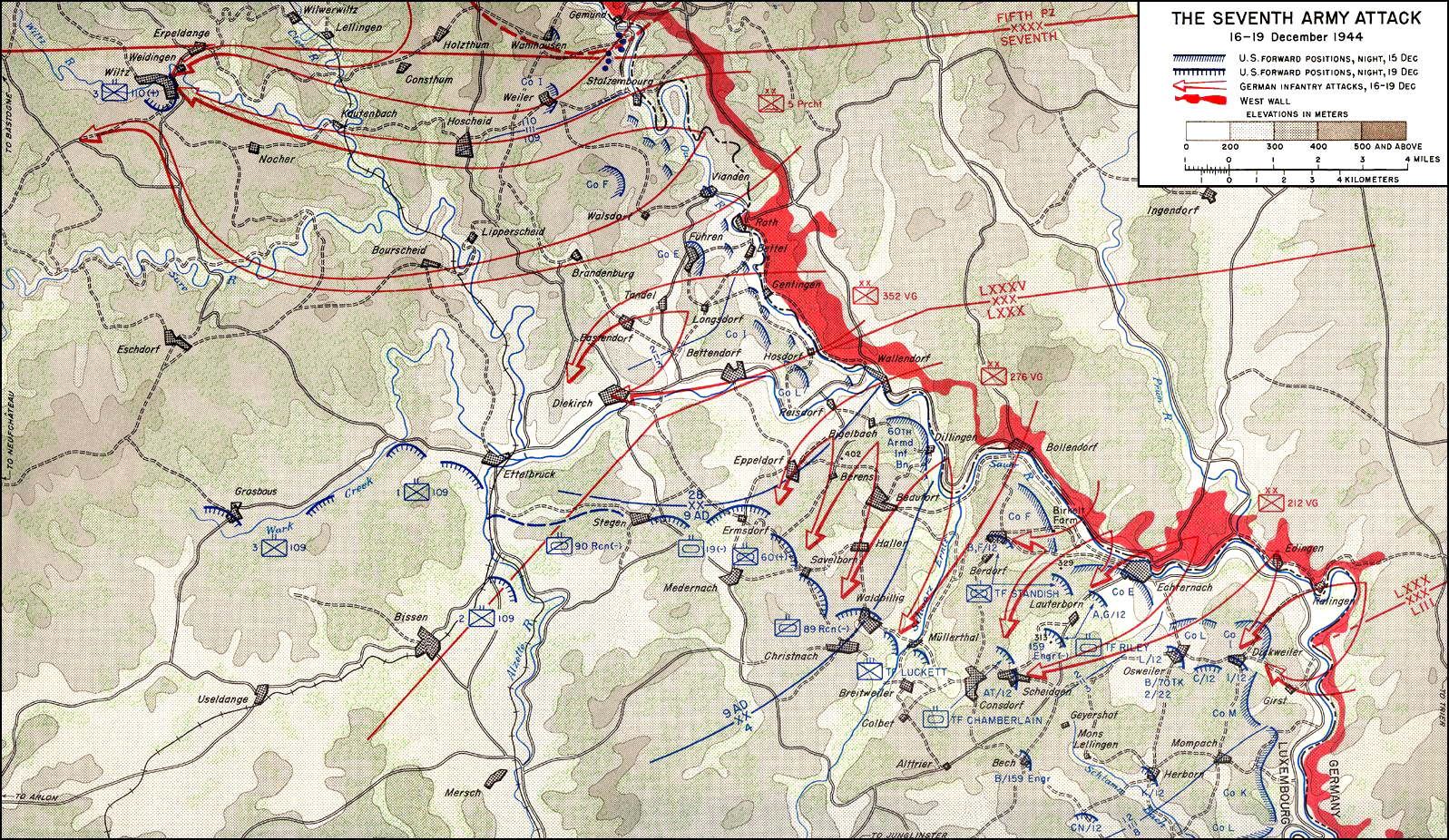
De zuidelijke aanvalssector in de Ardennen

Voor het Ardennen-offensief vormde het korps de noordvleugel van het 7e Leger en beschikte op dat moment over de 5e Paradivisie en de 352e Volksgrenadierdivisie. Dit waren totaal 24.000 man, gesteund door 44 Sturmgeschütze. Tegenover zich bevond zich slechts het 109e Regiment van de US 28e Infanteriedivisie. De taak van het korps was het beschermen van de zuidelijke flank van het 5e Pantserleger. Op de morgen van 16 december 1944 trokken, zonder artillerievoorbereiding, de troepen van beide divisies in rubberboten over de Our en rukten snel op. Terwijl de 352e Volksgrenadierdivisie al na enkele dagen vastliep, was de 5e Paradivisie uiterst succesvol. De divisie, gevormd uit jonge en gemotiveerde soldaten onder de bezielende leiding van Oberst Heilman veroverden al op 19 december Wiltz. De volgende dag namen ze de weg N4, lopend vanuit Bastenaken (Frans: Bastogne) naar het zuiden in en gingen verder naar Sibret. Daarmee had deze divisie het gebied zuidelijk van Bastenaken stevig in handen genomen. Vanaf 22 december ging het korps tot de verdediging over en het US 3e Leger begon nu zijn ontzettingspoging naar het omsingelde Bastenaken. Dezelfde dag gaf het korps de uiterste westflank over aan het 53e Legerkorps. Vanaf 29 december 1944 verdedigde het korps de zuidelijke vleugel van de saillant, van Dahl tot de Our. 

### 1945
Begin januari 1945 werd het korps verplaatst naar het Saarland en nam hier een frontlijn over tussen Saarbrücken en Merzig langs de Saar. Op 1 maart beschikte het korps over de 347e en 719e Infanteriedivisies en de 559e Volksgrenadierdivisie. Bij het begin van het geallieerde offensief in de Saar-Pfalz driehoek, vanaf 12 maart, verdedigde het korps deze frontlijn nog steeds. Het korps werd aangevallen door eenheden van zowel het US 3e Leger als het US 7e Leger. Al snel moest het korps terugtrekken, eerst richting Zweibrücken en vervolgens naar de Rijn. Tot aan 24 maart stak het korps de Rijn over. Maar dit was eigenlijk geen korps meer, maar restanten. Het US 7e Leger schatte in dat de twee betrokken Duitse legers in deze korte veldtocht 75 tot 80% van hun infanteriesterkte verloren. Vervolgens werd het korps meer noordelijk ingezet. Rond 28 maart was het korps teruggedrongen tot net noordelijk van Frankfurt. Tijdens de uitbraak vanuit het Remagen bruggenhoofd werd het korps opzij geschoven. De opmars van het US 3e Leger schoof het korps verder voor zich uit naar het oosten. Begin april stond het korps bij Eisenach en vanaf daar verder naar het oosten. Oostelijk van Gotha kon het korps, met als kern de 11e Pantserdivisie, nog een paar dagen standhouden. Maar de Duitsers konden niet meer doen dan alleen vertragen. Uiteindelijk werd het korps teruggedrongen, Tsjechië in.
Het 85e Legerkorps capituleerde op 8 mei 1945 ten zuiden van Karlsbad bij de capitulatie van de Wehrmacht.

## Commandanten

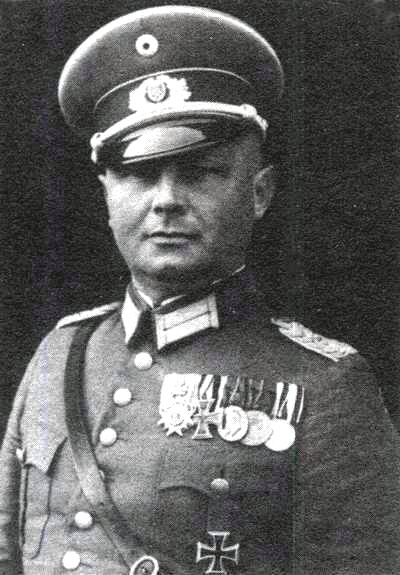
Baptist Knieß als Reichswehrofficier, rond 1930

## Bovenliggende bevelslagen
| Leger     | Legergroep     | Plaats/regio                | Begin              | Eind               |
| --------- | -------------- | --------------------------- | ------------------ | ------------------ |
| 19. Armee | Heeresgruppe D | Zuid-Frankrijk              | oktober 1943       | 28 april 1944      |
| 19. Armee | Heeresgruppe G | Zuid-Frankrijk, Belfort     | 28 april 1944      | 14 november 1944   |
| 7. Armee  | Heeresgruppe G | Ardennen                    | 14 november 1944   | begin januari 1945 |
| 1. Armee  | Heeresgruppe G | Saarpfalz                   | begin januari 1945 | april 1945         |
| 7. Armee  | Heeresgruppe G | Hessen, Thüringen, Tsjechië | april 1945         | 8 mei 1945         |

## Commandanten[1][2]
| Rang                      | Naam                        | Begin                         | Eind                          |
| ------------------------- | --------------------------- | ----------------------------- | ----------------------------- |
| General der Infanterie    | Baptist Knieß               | 10 juli 1944                  | 15 november 1944              |
| General der Infanterie    | Friedrich-August Schack     | 15 november 1944              | 16 december 1944              |
| General der Infanterie    | Baptist Knieß               | 16 december 1944              | 28 maart 1945 - 31 maart 1945 |
| General der Panzertruppen | Smilo Freiherr von Lüttwitz | 31 maart 1945 - 29 maart 1945 | 5 mei 1945 - 8 mei 1945       |

### Chef des Generalstabes[2]
| Rang               | Naam             | Begin            | Eind             | Opmerking |
| ------------------ | ---------------- | ---------------- | ---------------- | --------- |
| Oberst der Reserve | Rudolf von Oppen | Oprichting 1943  | 1 februari 1944  |           |
| Oberst i.G.        | Hans Behle       | 1 februari 1944  | 15 november 1944 |           |
| Oberst i.G.        | Hermann Lassen   | 15 november 1944 | 8 mei 1945       |           |

### Eerste Generale Stafofficier (Ia)[2]
| Rang       | Naam               | Begin           | Eind            | Opmerking |
| ---------- | ------------------ | --------------- | --------------- | --------- |
| Major i.G. | Hans-Jürgen Becker | 1 februari 1944 | 5 februari 1945 |           |
| Major i.G. | Krüger             | 5 februari 1945 | 8 mei 1945      |           |